# 陵原乡
陵原乡是中国陕西省宝鸡市金台区下辖的一个乡镇。

## 行政区划
陵原乡共辖以下地区 ：
陵塬村、金丰村、陵辉村、宝陵村、同心村、陵玉村、扶托村、宝丰村、永利村、紫塬村、马家塬村。